# لودویکو آویو
لودویکو آویو (اسپانیایی: Ludovico Avio‎; ۶ اکتبر ۱۹۳۲ – ۲۳ ژوئن ۱۹۹۶) بازیکن فوتبال اهل آرژانتین بود.
از باشگاه‌هایی که در آن بازی کرده‌است می‌توان به باشگاه فوتبال ولز سارسفیلد اشاره کرد.
وی همچنین در تیم ملی فوتبال آرژانتین بازی کرده است.